# Dolichopeza caloptera
Dolichopeza caloptera är en tvåvingeart som först beskrevs av Edwards 1931.  Dolichopeza caloptera ingår i släktet Dolichopeza och familjen storharkrankar. Inga underarter finns listade i Catalogue of Life.